# Martín Ibáñez y Villanueva

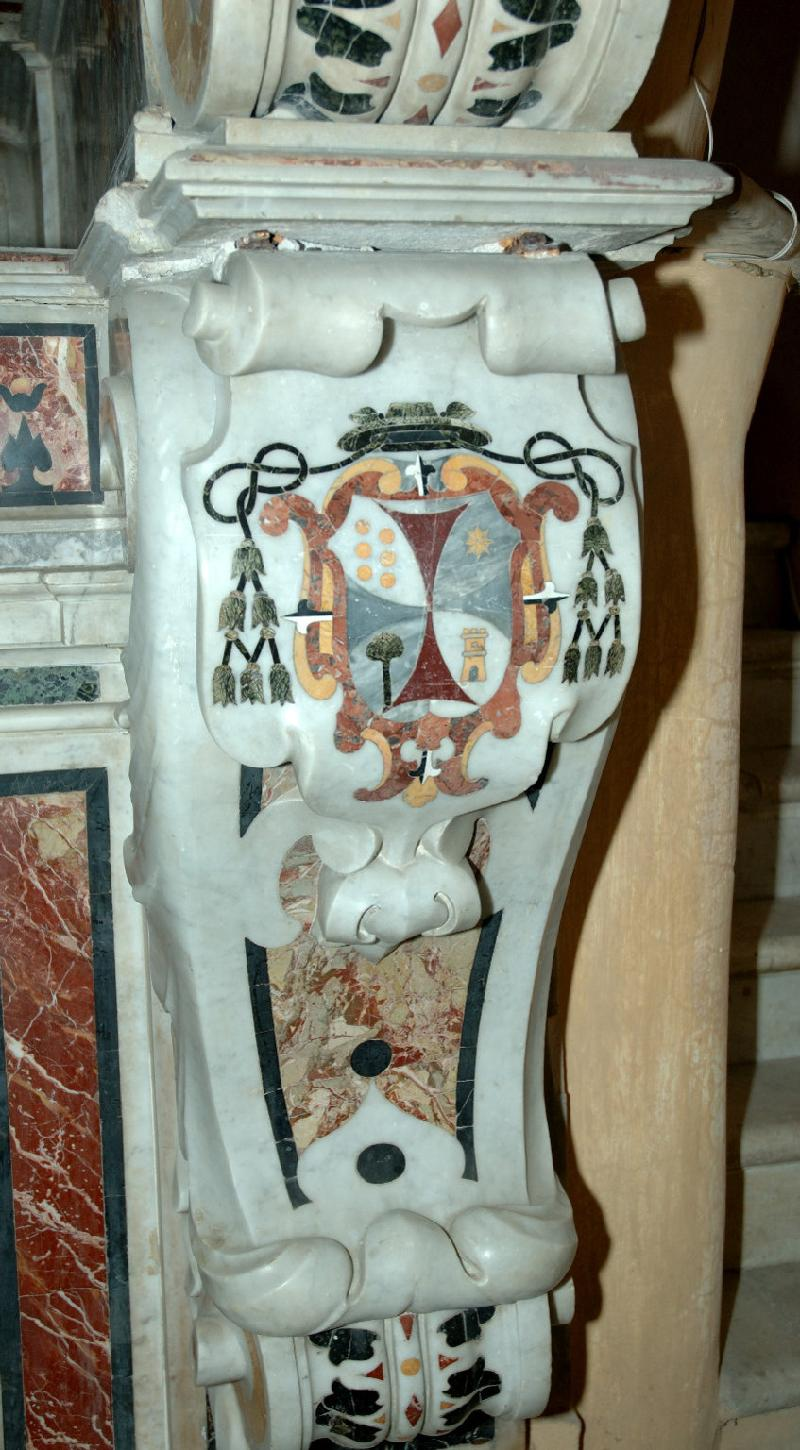
Lato cornu Epistolae dell'altare maggiore della Cattedrale di Gaeta con lo stemma del vescovo Ibañez y Villanueva

Martín Ibáñez y Villanueva, anche noto come Martino de Villanueva (Cuenca, 5 ottobre 1620 – Reggio Calabria, 25 settembre 1695), è stato un arcivescovo cattolico spagnolo.

## Biografia
Nacque il 5 ottobre 1620 a Cuenca da Gil Ibáñez e Caterina de Villanueva.
Nel 1636 ricevette l'abito dei trinitari dalle mani di padre Luis de Herrera; l'anno seguente emise i voti. Tra il 1640 e il 1643 studiò filosofia e teologia all'Università di Salamanca. Successivamente, dal 1646 al 1648, vi insegnò arti e teologia.
Dal 1648 al 1659 insegnò teologia nel collegio trinitario di Alcalà, del quale fu anche rettore tra il 1654 e il 1660. Il 9 gennaio 1659 fu nominato alla cattedra di filosofia morale all'Università di Alcalá. Il 22 dicembre 1661 passò alla cattedra Vísperas de Teología, l'8 novembre 1662 alla cattedra di Prima di sacre scritture e infine il 1º dicembre 1665 alla di Prima di teologia. Nel frattempo anche la sua fama di oratore andava accrescendo. Fu chiamato per predicare in molte occasioni di grande importanza, come la nascita di Carlo II e la morte di Filippo IV.
Nel 1669 il re di Spagna lo nominò vescovo di Gaeta. Il 22 giugno 1670 fu consacrato vescovo a Roma, nella chiesa di San Giacomo degli Spagnoli, dal cardinale Federico Sforza, co-consacranti l'arcivescovo di Taranto Tommaso de Sarria e il vescovo di Satriano Jean Caramuel y Lobkowitz. Successivamente prese possesso della diocesi gaetana.
Il 10 maggio 1673 effettuò una ricognizione canonica nel monastero di San Montano a Gaeta e traslò le ossa dell'omonimo martire in un ambiente da adibire a chiesa.
Nel corso del suo episcopato eresse il seminario e fondò nell'anticamera del suo palazzo una scuola di arti per gli studenti locali. Continuò altresì la realizzazione dell'altare maggiore della cattedrale, sul cui lato cornu Epistolae ne compare lo stemma.
Il 27 maggio 1675 fu promosso alla guida dell'arcidiocesi di Reggio Calabria su proposta di Marianna d'Asburgo, reggente di Spagna. Il 17 giugno ricevette dal papa il pallio; il 29 dello stesso mese faceva solenne ingresso nella nuova sede episcopale.
Durante il suo episcopato compì quattro visite pastorali (1682, 1684, 1686 e 1692) e celebrò un sinodo diocesano nel 1691. Si occupò molto della ristrutturazione della cattedrale, in cui eresse una cappella dedicata a San Giovanni de Matha, e dell'amministrazione del seminario.
Morì il 25 settembre 1695 a Reggio Calabria. Fu sepolto nella navata centrale della cattedrale.

## Genealogia episcopale
La genealogia episcopale è:
- Cardinale Guillaume d'Estouteville, O.S.B.Clun.
- Papa Sisto IV
- Papa Giulio II
- Cardinale Raffaele Riario
- Papa Leone X
- Papa Clemente VII
- Cardinale Antonio Sanseverino, O.S.Io.Hieros.
- Cardinale Giovanni Michele Saraceni
- Papa Pio V
- Cardinale Innico d'Avalos d'Aragona, O.S.Iacobi
- Cardinale Scipione Gonzaga
- Patriarca Fabio Biondi
- Papa Urbano VIII
- Cardinale Cosimo de Torres
- Cardinale Pier Luigi Carafa
- Cardinale Federico Sforza
- Arcivescovo Martín Ibáñez y Villanueva, O.SS.T.